# 中島章夫
中島 章夫（なかじま あきお、1936年1月27日 - 2024年6月8日）は、日本の文部官僚、政治家。元衆議院議員、元参議院議員。大阪府枚方市出身。

## 略歴
- 1954年 大阪府立大手前高等学校卒業
- 1958年 大阪外国語大学中国語学科卒業
- 1961年 東京大学文学部倫理学科卒業
- 同年 文部省に入省
- 1978年 初等中等教育局小学校教育課長
- 1980年 高等学校教育課長
- 1984年 大臣官房政策課長
- 1985年 学術国際局国際企画課長
- 1986年 大臣官房審議官
- 1988年 文部省 退官
- 日本公文教育研究会常務を経て、
- 1992年 第16回参議院議員通常選挙に比例区で日本新党から立候補するが、落選。
- 1993年 第40回衆議院議員総選挙に日本新党公認で神奈川3区に立候補し初当選。
- 1994年 細川内閣総辞職後、五十嵐文彦、小沢鋭仁の各衆議院議員と共に日本新党を離党して、院内会派「グループ青雲」を結成。
- 同年 7月4日 同様に日本新党を離脱した「民主の風」の荒井聰、枝野幸男、高見裕一、前原誠司の各衆議院議員とともにと同時に新党さきがけに合流。
- 同年 菅直人政策調査会長の下で政調会長代理に就任。
- 1996年 第1次橋本内閣で環境政務次官に就任。
- その後、新党さきがけを離党し、民主党に参加する。第41回衆議院議員総選挙に神奈川4区から立候補するが、落選。
- 1998年 第18回参議院議員通常選挙で比例区から立候補するが、落選。
- 2003年 民主党参議院議員の小宮山洋子が衆議院東京6区補欠選挙に立候補したことで退職（自動失職）となったため繰上当選する。
- 2004年 第20回参議院議員通常選挙で比例区から立候補するが、落選。
- 2005年9月 財団法人国際教育交流馬場財団理事長
- 2006年5月 瑞宝中綬章受章[1]。
- 2024年6月8日 心不全のため横浜市の施設で死去[2]。88歳没。死没日付をもって従四位に叙された[3]。

## 政治的主張
- 2003年（平成15年）、静岡空港建設反対の国会議員署名活動で署名者に加わっている[4]。